# Phoenix Wright: Ace Attorney Trilogy
Phoenix Wright: Ace Attorney Trilogy — сборник ремастеров первых трёх игр серии Ace Attorney: Phoenix Wright: Ace Attorney (2001), Justice for All (2002) и Trials and Tribulations (2004), вышедший в 2014 году для Nintendo 3DS, а позже для остальных платформ. Предшественником сборника является Phoenix Wright: Ace Attorney Trilogy HD, вышедший в 2012 году только для мобильных устройств.
В играх сборника улучшена графика, увеличено число слотов сохранения, а также изменён интерфейс в соответствии с более поздними играм серии.
В 2024 году вышел сборник Apollo Justice: Ace Attorney Trilogy, содержащий следующие 3 игры основной серии.

## Сюжет
Игры рассказывают об адвокате-новичке Фениксе Райте, собирающимся защищать невинных в суде под руководством своего наставника Мии Фей. После первого дела Мию убивают, и Феникс вынужден защищать её младшую сестру Майю, обвинённую в убийстве. Майя оказывается медиумом, способным вызывать духи умерших. Ему удаётся защитить Майю в суде, после чего они основывают адвокатское бюро Wright & Co и защищают своих клиентов в суде, часто вступая в конфликт с прокурорами, среди которых друг детства Феникса Майлз Эджворт.

## Игровой процесс
Сборнике содержит три игры серии Ace Attorney: Phoenix Wright: Ace Attorney, Justice for All и Trials and Tribulations. Все игры являются визуальными новеллами с элементами квестов, в которых игрок берёт на себя роль адковата Феникса Райта и должен защищать своих клиентов в суде. Каждое судебное дело (кроме вступительных) разделяется на этапы расследования, где игрок изучает место преступления, собирает улики и пытается разговорить свидетелей, и судебного заседания, на котором нужно искать противоречия в показаниях свидетелей и аргументировать свою позицию. Начиная с Justice for All на этапе расследования у свидетеля могут быть «психологическими замками» — информация, которую он хочет скрыть. Задавая правильные вопросы и предъявляя улики, герой может расколоть замки и получить информацию.
В играх была улучшена графика и изменён интерфейс, чтобы соответствовать более поздним играм серии. В игровых настройках также можно настроить авто-пропуск текста, тряску экрана, отдельные визуальные элементы и прочее. Число слотов для сохранений было увеличено до 10.

## Разработка и выпуск
Сборник HD-версий первых трёх игр серии Ace Attorney под названием Phoenix Wright: Ace Attorney Trilogy HD был впервые выпущен 7 февраля 2012 года в Японии для iOS и Android. 30 мая 2013 года состоялся релиз для iOS в западных странах. Эта версия содержала только улучшенную графику, не затрагивая интерфейс и прочее.
Phoenix Wright: Ace Attorney Trilogy, как и предыдущий сборник, содержал улучшенную графику, но и вместе с этим изменённый интерфейс, соответствующий поздним играм серии, а также увеличенное число слотов сохранения. Он изначально вышел для Nintendo 3DS в 2014 году: 17 апреля в Японии, 9 декабря в Северной Америке и 11 декабря в Европе. В 2017 году в интервью новостного сайта Jiji с главным операционным директором Capcom Харухиро Цудзимото был анонсирован выпуск Ace Attorney Trilogy для Nintendo Switch, а также ещё один сборник, который будет содержать с 4-й по 6-ю части основной серии.
Сборник позже был анонсирован на панели Ace Attorney на Tokyo Games Show 2018. Трейлер, показанный на собрании, был загружен на английском языке 22 сентября 2018 года, предзаказ на Nintendo Switch стал доступен в январе 2017 года только для Японии, предзаказ в Steam стал доступен 28 февраля 2019 года. В преддверии выпуска англоязычной версии, на австралийском eShop была опубликована страница игры, содержимое которой говорило о выходе в англоязычных странах 9 апреля 2019 года.
21 февраля 2019 года сборник вышел для Nintendo Switch в Японии, а также для PlayStation 4 и Xbox One. 9 апреля 2019 года он вышел по всему миру вместе с версией для Windows. 10 июня 2022 года сборник вышел для мобильных устройств, заменив Phoenix Wright: Ace Attorney Trilogy HD.
Обновление от 24 августа 2019 года добавило в игру локализации на французском, немецком, корейском, упрощённом и традиционном китайском языках, а также по 10 слотов для сохранений для каждого языка. В французской версии по недосмотру остались упоминания WiiWare, оказавшиеся наследием от Wii-порта третьей игры серии.

## Загружаемый контент
Phoenix Wright: Ace Attorney Trilogy HD предоставлял первые два дела (The First Turnabout и Turnabout Sisters) бесплатно, остальные покупались отдельно.
Версия для PlayStation 4 предоставляла 2 набора картинок для профиля по цене 1,99 $. Один набор назывался Phoenix Set, а другой Edgeworth Set.

## Саундтрек
21 февраля 2019 года в Steam был выпущен музыкальный альбом Phoenix Wright: Ace Attorney Trilogy — Turnabout Tunes, содержавший как музыку из игры, так и оригинальные треки, написанные специально для альбома. Альбом также вошёл в японское коллекционное издание игры.

## Приём
| Сводный рейтинг       | Сводный рейтинг                                                 |
| Агрегатор             | Оценка                                                          |
| --------------------- | --------------------------------------------------------------- |
| GameRankings          | - (iOS) 78,10 % - (3DS) 83,29 % - (NS) 81,36 % - (PS4) 81,15 %  |
| Metacritic            | (3DS) 81/100 (NS) 81/100 (PC) 80/100 (PS4) 80/100 (XONE) 80/100 |
| Иноязычные издания    |                                                                 |
| Издание               | Оценка                                                          |
| 4Players              | (NS) Good                                                       |
| Destructoid           | (3DS) 8/10                                                      |
| Eurogamer             | (3DS) 8/10 (iOS) 7/10                                           |
| GameRevolution        | (PS4) 4,5/5                                                     |
| GameSpot              | (3DS) 7/10                                                      |
| Hardcore Gamer        | (3DS) · (NS)                                                    |
| IGN                   | 7,5/10                                                          |
| Jeuxvideo.com         | 16/20                                                           |
| Nintendo World Report | (3DS) 85/100 (NS) 90/100                                        |
| PC Gamer (US)         | (PC) 83/100                                                     |
| Push Square           | (PS4)                                                           |
| TouchArcade           | (iOS)                                                           |
| USgamer               | (3DS) 4/5 (PS4) 3,5/5                                           |
| Русскоязычные издания |                                                                 |
| Издание               | Оценка                                                          |
| PlayGround.ru         | (3DS)                                                           |

Phoenix Wright: Ace Attorney Trilogy получил положительные отзывы от критиков, средние оценки на Metacritic были в районе 78—81 баллов. Была высоко оценена графика, в то время как первоначальный сборник для мобильных устройств подвергся критике за плохую графику и низкий FPS.
IGN раскритиковал графику сборника за полирование до «степени, когда она выглядит слишком стерильно», в качестве примера приведя одну из улик, лишившуюся некоторых деталей по сравнению с оригиналом.
Боб Макки в US Gamer оценил, что игры по большей части остались первозданными, но с небольшими улучшениями, среди которых возможность пропустить анимацию вывода текста. Обновлённая графика, по его мнению, имеет как сильные, так и слабые стороны: так, например, персонажи Феникс Райт и Майлз Эджворт выглядят великолепно, в то время как борода судьи смотрится «немного шатко».
Томас Уайтхед написал на Nintendo Life, что Capcom проделала хорошую работу со сборником. Он оценил стереоскопический 3D-эффект и соответствие игр своим оригиналам. Тем не менее, его слегка разочаровало отсутствие оркестрового саундтрека подобного тому, что был в Phoenix Wright: Ace Attorney — Dual Destinies.
Журналист Hardcore Gamer Джефф Тью назвал обновлённую рисовку великолепной, отметив что она не имеет проблем с анимацией, которые были у Trilogy HD на iOS. Он оценил эффект многослойности, создающий ощущение книги-панорамы, и в основном работающий хорошо за исключением окна в следственном изоляторе, для рендера которого не используется отдельный слой. Также его разочаровал саундтрек, не изменившийся с оригинальных игр.

### Продажи
Phoenix Wright: Ace Attorney Trilogy был распродан тиражом в 46 819 копий за 2017 год в Японии, что поместило её на 139-е место по продажам на этом рынке за 2017 год. Версия для ПК вошла в число самых продаваемых новинок месяца в Steam.
13 июня 2020 года сборник занял 23 место по продажам среди игр распространяемых только цифровым методом на Nintendo Switch в Северной Америке. В первый месяц после выпуска игра превзошла запланированные показатели продаж на 150 %.
5 февраля 2021 года Capcom объявила, что продажи в Steam, PlayStation 4 и Nintendo Switch превысили отметку в 1 миллион копий. На декабрь 2023 года было продано 3 миллиона копий сборника по всему миру.